# Salt amb esquís als Jocs Olímpics d'hivern de 1992
Als Jocs Olímpics d'Hivern de 1992 celebrats a la ciutat d'Albertville (França) es disputaren tres proves de salt amb esquís en categoria masculina.
El salt normal es realitzà el dia 9 de febrer sobre un trampolí de 90 metres, el salt llarg es feu el dia 16 de febrer sobre un trampolí de 120 metres i la prova per equips el dia 14 de febrer de 1992 a les instal·lacions de Courchevel. Hi participaren un total de 63 saltadors de 17 comitès nacionals diferents.

## Resum de medalles
| Prova                  | Or                                                                           | Argent                                                                  | Bronze                                                                   |
| Salt amb esquís 90 m.  | Ernst Vettori                                                                | Martin Höllwarth                                                        | Toni Nieminen                                                            |
| Salt amb esquís 120 m. | Toni Nieminen                                                                | Martin Höllwarth                                                        | Heinz Kuttin                                                             |
| Prova per equips       | FinlàndiaAri-Pekka Nikkola · Mika Laitinen · Risto Laakkonen · Toni Nieminen | ÀustriaHeinz Kuttin · Ernst Vettori · Martin Höllwarth · Andreas Felder | TxecoslovàquiaFrantišek Jež · Tomáš Goder · Jaroslav Sakala · Jiří Parma |

## Medaller
| Posició | País           | Or | Argent | Bronze | Total |
| 1       | Finlàndia      | 2  | 0      | 1      | 3     |
| 2       | Àustria        | 1  | 3      | 1      | 5     |
| 3       | Txecoslovàquia | 0  | 0      | 1      | 1     |
|         |                |    |        |        |       |
| Total   | Total          | 3  | 3      | 3      | 9     |